# Geocrinia vitellina
Geocrinia vitellina е вид земноводно от семейство Myobatrachidae. Видът е световно застрашен, със статут Уязвим.

## Разпространение
Разпространен е в Австралия.